# Wollaston-expeditie
De Wollaston-expeditie was een Britse expeditie naar Nederlands-Nieuw-Guinea in 1912-1913 met het doel de met sneeuw bedekte pieken van het
Carstenszgebergte te beklimmen. De expeditie is vernoemd naar Alexander Wollaston, de initiatiefnemer en leider van de expeditie.

## Doel
De expeditie was een tweede poging van de Engelsen om het nog niet verkende Carstenszgebergte te bereiken, nadat een jaar eerder de eerste poging tijdens de
expeditie van de British Ornithologist's Union was mislukt, niet in de laatste plaats door manipulaties van de Nederlandse autoriteiten. Die zagen niet in wat Britse wetenschappers en klimmers in de Nederlandse kolonie te zoeken hadden; bovendien wilden de Nederlanders zelf de eersten zijn die de berg zouden bedwingen.

## Organisatie
Alexander Wollaston, deelnemer aan de mislukte expeditie, rustte niet voor hij een nieuwe tocht op touw had gezet. Er was budget over van de exploratie uit 1909-1911, de financiële aanvulling kwam van de Britse bankier en zoöloog Lionel Walter Rothschild. Behalve Wollaston, een arts, werd de staf gevormd door de natuuronderzoeker Cecil Boden Kloss en de ingenieur George Siddons. Ze kregen van de Nederlandse overheid, net als bij de eerste Britse expeditie, een escorte mee van 132 KNIL-militairen onder het commando van luitenant Abraham van de Water. De overige deelnemers waren Indonesische dragers, voornamelijk Dayaks uit Borneo. Wollaston was dit keer goed geïnformeerd. Hij had tijdens zijn eerste expeditie met de Nederlandse ontdekkingsreizigers Lorentz en Van Nouhuys gesproken. Hij was in 1910 met een Nederlandse stoomboot naar Merauke gevaren en had onderweg het basiskamp van de militaire expeditie over de Utakwa bezocht en de expeditieleider kapitein Van der Bie en de natuuronderzoeker J.H. Dumas ontmoet. Om de ziekte beriberi te voorkomen hadden ze dit keer alleen ongeslepen (bruine) rijst ingeslagen. De sterfte onder de expeditieleden was mede daardoor aanzienlijk lager, slechts 3 personen (1,3%) kwamen om door onderling verschillende oorzaken, terwijl bij de vorige expeditie 12% sterfte was opgetreden.

## De tocht
Via de rivier de Utakwa (vroeger: Oetakwa), die uitmondt in de Arafurazee aan de zuidkust, gingen 225 mannen het binnenland in. De Utakwa was in 1910 op bevaarbaarheid verkend door de Nederlanders, terwijl de Britten door de Nederlandse overheid in Batavia geadviseerd was om via de ongeveer 100 km westelijker gelegen Mimika het Carstenszmassief te bereiken. Wat onmogelijk bleek. De expeditie volgde nu de route van de Nederlandse militairen en sloeg het basiskamp op waar de Utakwa en Setakwa samenkomen. Van daar kon men met kano's verder stroomopwaarts tot 'Canoe Camp', waar de Setakwa wegens verdere onbevaarbaarheid werd verlaten. Op weg naar de bergen werd een aantal kleinere depotbivaks aangelegd, die bemand werden achtergelaten. Gaandeweg kwamen honderden vriendelijke Papoea's uit de bergen de expeditieleden begroeten en leidden hen verder naar boven. Deze bergbewoners, die zich Amungme noemden, waren bekend met de routes naar de bergen en lieten duidelijk merken dat zij wisten wat sneeuw was. Op 30 januari 1913 leidden drie Amungme-mannen Wollaston, Van de Water en enkele Dayaks naar de rand van een gletsjer, die slechts bereikt kon worden via een steile klip. Van de Water was de eerste die de sneeuw bereikte en juichte 'Leve de Koningin', waarmee hij te kennen gaf dat de expeditie in Nederlands-Nieuw-Guinea niet helemaal een Britse aangelegenheid was. Het hoogste punt dat ze bereikten lag op 4531 meter (14.866 feet) boven zeeniveau.
Maar de piek (4787 m), nu zo dichtbij, bleef onbereikbaar. Drie dagen werd gezocht naar een toegang, doch die werd niet gevonden. Teleurgesteld en gekweld door voedseltekort werd de terugtocht aanvaard, Wollaston zwaar in mineur omdat hij nu voor de tweede maal niet het einddoel had kunnen bereiken.

## Doden
Op de terugweg naar beneden vond het gezelschap de lijken van twee Amungme, en verder zuidwaarts, in de omgeving van een groot depotbivak, vond Wollaston nog eens de lichamen van dertig, veertig overleden Amungme. Ze bleken, ver van hun eigen dorpen in het bergland, zich te hebben opgehouden in de omgeving van het eerste grote basiskamp bij de Utakwa, bedelend om voedsel, dat hen werd geweigerd. Op de lange terugtocht naar hun dorpen en tuinen met voedselgewassen waren ze gestorven van honger en ontbering. Ook enkele Dayaks stierven tijdens de expeditie. Wollaston zelf ontsnapte ternauwernood aan de verdrinkingsdood toen zijn kano kapseisde. Zijn dagboek en uitrustingsstukken gingen daarbij verloren. Later herschreef hij, vertrouwend op zijn geheugen, zo goed mogelijk zijn dagboek.
Op 3 april 1913 verliet de Wollaston-expeditie Nieuw-Guinea.